# Kanton Breil-sur-Roya
Kanton Breil-sur-Roya (fr. Canton de Breil-sur-Roya) je francouzský kanton v departementu Alpes-Maritimes v regionu Provence-Alpes-Côte d'Azur. Tvoří ho tři obce.

## Obce kantonu
- Breil-sur-Roya
- Fontan
- Saorge